# 膜边龙胆
膜边龙胆（学名：Gentiana albo-marginata）是龙胆科龙胆属的植物，是中国的特有植物。分布于中国大陆的云南等地，生长于海拔1,900米至3,300米的地区，常生于草地，目前尚未由人工引种栽培。